# هند سيف البار
هند سيف البار هي كاتبة، وروائية، وقاصة إماراتية تكتب في مجال أدب الأطفال. وُلدت هند سيف أحمد البار عام 1989، وصدرت أولى مؤلفاتها القصصية للأطفال عام 2013، وحازت على العديد من الجوائز المحلية والعربية في مجال الكتابة للأطفال وأدب الفتيان.

## أعمالها ومؤلفاتها
كتبت هند سيف البار العديد من المؤلفات التي تنوعت بين القصص القصيرة، والرواية الطويلة، ومنها:
- أرض الأجنحة (مسرحية للأطفال): صدرت عام 2013 عن دائرة الثقافة والإعلام الإماراتية.[1]
- كونار (رواية لليافعين): صدرت عام 2014 عن دار ثقافة للنشر والتوزيع، وفازت بجائزة الإمارات التشجيعية للرواية.[2]
- الحقول الذهبية (مجموعة قصصية للأطفال): صدرت عام 2015 عن دائرة الثقافة والإعلام بالشارقة.[3]
- جزيرة الخواتم (قصة لليافعين): صدرت عام 2018 عن دائرة الثقافة والإعلام بالشارقة.[4]
- تلكَ السماء لي (قصة للأطفال): صدرت عام 2021 عن دائرة الثقافة والإعلام بالشارقة.[5]
- قصة الغزال ذو القرون الذهبية (قصة لليافعين): نُشرت ضمن مجموعة قصصية تحوي نتاج عدد من الأصوات القصصية الإماراتية، عنوان المجموعة القصصية (كلنا السدرة.. كلنا نحب البحر) 2021.
- دُميتان من بلاد الشمس المشرقة، أكارِيوسي (قصة لليافعين): صدرت عام 2023 عن دائرة الثقافة والإعلام بالشارقة.
- رواية سيِّد البرمائيّات واللورد إميرالد وراديو الأعماق السحيقة (رواية لليافعين): صدرت عام 2023 عن دار كُتّاب للنشر.

## الجوائز
حصلت هند سيف البار على عدد من الجوائز الأدبية، ومنها:
- جائزة الإمارات التشجيعية للرواية عن روايتها «كونار» عام 2014.[6]
- المركز الثالث مناصفة في جائزة الشارقة للإبداع العربي، في دورتها الثامنة عشرة عام 2015 في فئة أدب الأطفال.
- الجائزة الثالثة في جائزة المرأة الإماراتية في الآداب والفنون المقدمة من رابطة أديبات الإمارات في دورتها العاشر في فئة القصة القصيرة.
- جائزة راشد بن حميد للثقافة والعلوم في دورتها الـخامسة والثلاثين عام 2019 في المركز الثاني مناصفة.[7][8]
- جائزة مهرجان الشارقة القرائي للطفل في دورته الحادية عشرة عام 2019.[9][10]